# Чемпионат Европы по биатлону 2021
Открытый чемпионат Европы по биатлону 2021 года (англ. IBU Open European Championships 2021) прошёл с 27 по 31 января 2021 года в Душники-Здруй на Таурон Душники Арена (Tauron Duszniki Arena), (Польша). Биатлонная трасса расположена в Орлицких горах, считающихся низкогорьем (самая высокая точка — 850 метров). В 2017 году Душники-Здруй уже принимали чемпионат Европы.
В чемпионате разыграли 8 комплектов медалей: по две в индивидуальных гонках, спринте и преследовании и по одной в смешанной и одиночной смешанной эстафете. В соревнованиях приняли участие рекордное количество национальных сборных — 40,  в том числе сборные США, Канады, Бразилии, Австралии, Новой Зеландии, Японии, Монголии, Турции и Казахстана.
Из-за неблагоприятных эпидемиологических условий чемпионат Европы в этот раз пройшёл без зрителей. Телетрансляций индивидуальных гонок и спринта также организовано не было .

## Общий медальный зачет
| Место | Страна    | 1 | 2 | 3 | Всего |
| ----- | --------- | - | - | - | ----- |
| 1     | Латвия    | 2 | 0 | 0 | 2     |
| 1     | Польша    | 2 | 0 | 0 | 2     |
| 3     | Норвегия  | 1 | 3 | 3 | 7     |
| 4     | Украина   | 1 | 1 | 1 | 3     |
| 4     | Германия  | 1 | 1 | 1 | 3     |
| 6     | Швейцария | 1 | 0 | 0 | 1     |
| 7     | Россия    | 0 | 1 | 3 | 4     |
| 8     | Чехия     | 0 | 1 | 0 | 1     |
| 8     | Франция   | 0 | 1 | 0 | 1     |
| Всего |           | 8 | 8 | 8 | 24    |

## Результаты гонок чемпионата
| Гонка                                                                                   | Мужчины | Женщины |
| --------------------------------------------------------------------------------------- | --- | --- |
| Индивидуальная гонка 1. 27 января 2021 Мужчины: 20 км 2. 27 января 2021 Женщины: 15 км  | 1. Эрленн Бьёнтегор 53:32.2 (0+2+0+0) 2. Эндре Стрёмсхейм +13.9 (0+0+1+1) 3. Карим Халили +32.2 (0+0+0+0) 4. Сиверт Гутторм Баккен +36.0 (2) 5. Артем Прима +42.5 (3) 6. Юстус Штрелов +49.8 (1) 7. Йоша Буркхалтер +57.3 (1) 8. Патрик Якоб +1:03.6 (1) 9. Эмильен Клод +1:13.4 (1) 10. Филипп Наврат +1:18.7 (3) Финишный протокол      | 1. Моника Хойниш-Старенга 45:17.1 (0+1+0+0) 2. Анастасия Меркушина +2.9 (0+0+0+0) 3. Лариса Куклина +15.5 (0+0+1+0) 4. Анастасия Шевченко +33.5 (0) 5. Ирина Петренко +2:11.1 (0) 6. Элла Хальварссон +2:14.3 (1) 7. Штефани Шерер +2:19.1 (1) 8. Милена Тодорова +2:24.7 (2) 9. Екатерина Бех +2:26.3 (2) 10. Элизабет Хёгберг +2:42.1 (3) Финишный протокол |
| Спринт 1. 29 января 2021 Мужчины: 10 км 2. 29 января 2021 Женщины: 7,5 км               | 1. Мартин Егер 27:19.2 (0+0) 2. Карим Халили +7.3 (0+0) 3. Йоханнес Кюн +15.3 (1+1) 4. Ховард Богетвейт +28.9 (0+1) 5. Эрик Перро +30.6 (0+1) 6. Артем Прима +32.0 (0+1) 7. Александер Фьелд Андерсен +32.3 (1+1) 8. Михал Крчмарж +32.6 (0+1) 9. Доминик Шмук +33.2 (1+0) 10. Даниил Серохвостов +35.1 (2+0) Финишный протокол           | 1. Байба Бендика 22:00.7 (0+1) 2. Каролин Эрдаль +5.7 (0+1) 3. Анастасия Шевченко +9.7 (0+0) 4. Лариса Куклина +11.9 (1+0) 5. Валерия Васнецова +12.3 (0+1) 6. Эмили Калкенберг +16.2 (0+0) 7. Осне Скреде +21.1 (0+0) 8. Ингела Андерссон +21.6 (1+0) 9. Ирина Кручинкина +26.7 (0+1) 10. Вита Семеренко +27.1 (0+1) Финишный протокол                       |
| Гонка преследования 1. 30 января 2021 Мужчины: 12,5 км 2. 30 января 2021 Женщины: 10 км | 1. Артем Прима 32:11.3 (1+0+1+1) 2. Михал Крчмарж +6.6 (0+0+0+1) 3. Ховард Богетвейт +12.5 (0+0+1+2) 4. Йоханнес Кюн +18.6 (3) 5. Александер Фьелд Андерсен +21.0 (3) 6. Сиверт Гутторм Баккен +21.9 (5) 7. Мартин Егер +31.1 (4) 8. Доминик Шмук +40.5 (3) 9. Витаутас Строля +45.6 (2) 10. Эрленн Бьёнтегор +54.4 (4) Финишный протокол | 1. Камила Жук 29:12.7 (0+0+0+0) 2. Каролин Эрдаль +13.4 (1+0+1+1) 3. Осне Скреде +16.2 (0+1+0+2) 4. Лариса Куклина +18.3 (3) 5. Ингела Андерссон +39.3 (4) 6. Анна Магнуссон + 52.3 (2) 7. Ванесса Фойгт +52.8 (1) 8. Наталья Гербулова +1:03.6 (2) 9. Екатерина Бех +1:06.7 (0) 10. Юлиане Фрювирт +1:08.5 (1) Финишный протокол                             |
| Одиночная смешанная эстафета 1. 31 января 2021 Женщины + Мужчины: 2×3 + 2×3,75 км       | 1. Германия 35:01.6 (0+5) (Штефани Шерер, Юстус Штрелов) 2. Франция +21.0 (1+8) (Каролин Коломбо, Эмильен Клод) 3. Россия +26.7 (0+6) (Лариса Куклина, Евгений Гараничев) Финишный протокол | 1. Германия 35:01.6 (0+5) (Штефани Шерер, Юстус Штрелов) 2. Франция +21.0 (1+8) (Каролин Коломбо, Эмильен Клод) 3. Россия +26.7 (0+6) (Лариса Куклина, Евгений Гараничев) Финишный протокол |
| Смешанная эстафета 1. 31 января 2021 Женщины + Мужчины: 2х6 + 2х6 км                    | 1. Норвегия 1:01:23.7 (1+7) (Эмили Калкенберг, Осне Скреде, Эрленн Бьёнтегор, Сиверт Гутторм Баккен) 2. Германия +30.7 (0+7) (Ванесса Фойгт, Марион Дайгентеш, Доминик Шмук, Филипп Наврат) 3. Украина +52.5 (0+10) (Ирина Петренко, Вита Семеренко, Артем Прима, Богдан Цымбал) Финишный протокол                                        | 1. Норвегия 1:01:23.7 (1+7) (Эмили Калкенберг, Осне Скреде, Эрленн Бьёнтегор, Сиверт Гутторм Баккен) 2. Германия +30.7 (0+7) (Ванесса Фойгт, Марион Дайгентеш, Доминик Шмук, Филипп Наврат) 3. Украина +52.5 (0+10) (Ирина Петренко, Вита Семеренко, Артем Прима, Богдан Цымбал) Финишный протокол                                                            |